# János Varga
János Varga (Abony, 21 ottobre 1939 – Budapest, 29 dicembre 2022) è stato un lottatore ungherese, specializzato sia nella lotta libera che nella lotta greco-romana.

## Palmarès

### Olimpiadi
- 1 medaglia:
  - 1 oro (Città del Messico 1968 nella lotta greco-romana, 57 kg)

### Mondiali
- 6 medaglie:
  - 2 ori (Helsingborg 1963 nella lotta greco-romana, 57 kg; Edmonton 1970 nella lotta greco-romana, 57 kg)
  - 2 argenti (Yokohama 1961 nella lotta libera, 57 kg; Bucarest 1967 nella lotta greco-romana, 57 kg)
  - 2 bronzi (Toledo 1962 nella lotta libera, 57 kg; Sofia 1970 nella lotta greco-romana, 57 kg)

### Europei
- 3 medaglie:
  - 2 ori (Minsk 1967 nella lotta greco-romana, 57 kg; Berlino 1970 nella lotta greco-romana 1970, 57 kg)
  - 1 argento (Västerås 1968 nella lotta greco-romana, 57 kg)